# 厚別優良運転者免許更新センター

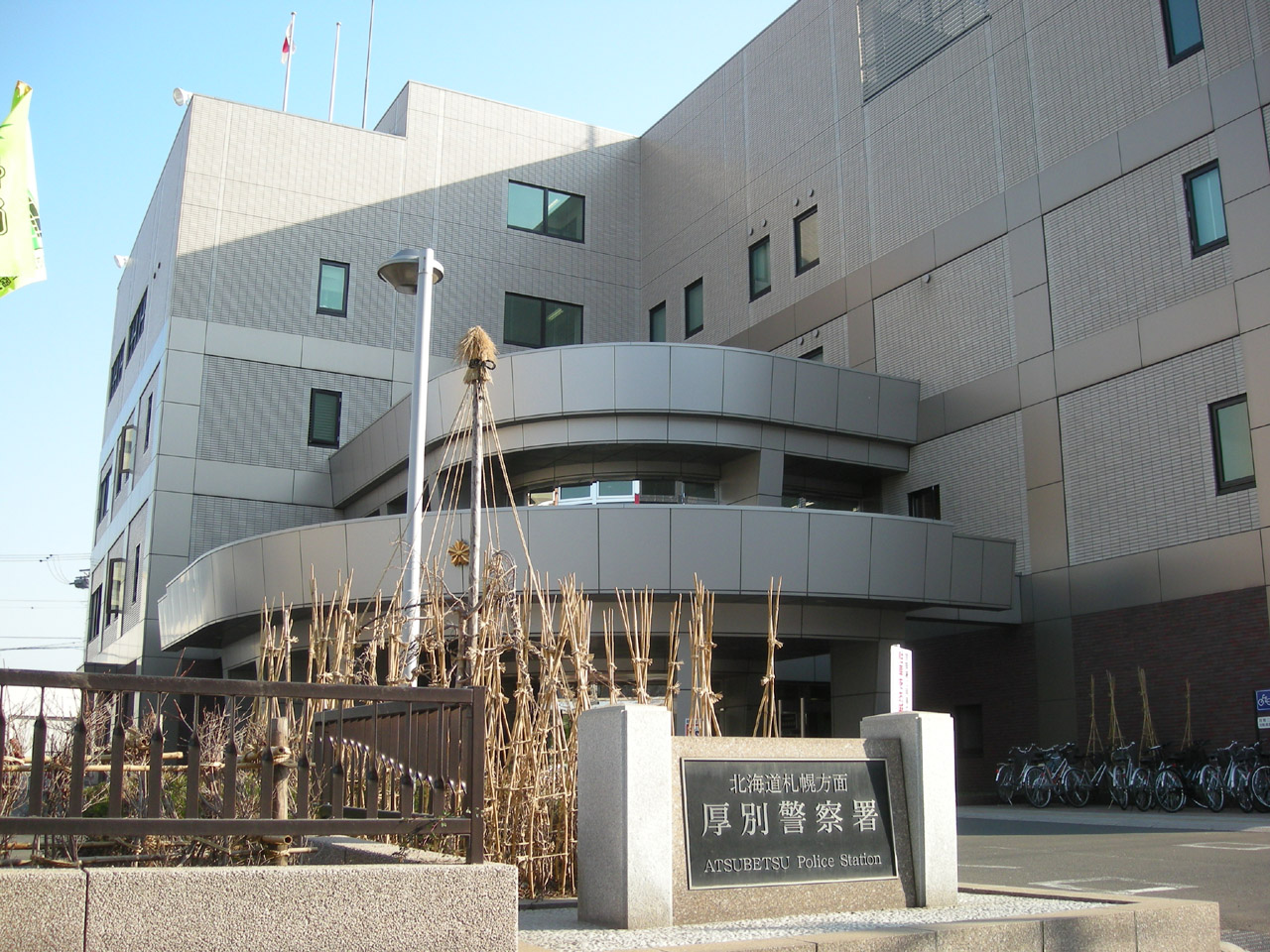
厚別優良運転者免許更新センター

厚別優良運転者免許更新センター（あつべつゆうりょううんてんしゃめんきょこうしんセンター）は、北海道警察が管理する免許更新センター（参照：運転免許試験場）。厚別警察署内にあり、更新業務は優良講習・一般講習・高齢者講習修了者のみ行なっている。

## 所在地
- 札幌市厚別区厚別中央2条4丁目5番20（厚別警察署内）

## 交通機関
- JR千歳線新札幌駅から徒歩6分
- JR函館本線厚別駅から徒歩6分
- 地下鉄東西線新さっぽろ駅から徒歩6分